# Muzaffer Badalıoğlu
Muzaffer Badalıoğlu (né le 13 novembre 1960 à Samsun en Turquie, et mort le 20 janvier 1989), est un footballeur international turc qui évoluait au poste de défenseur.

## Biographie

### Carrière en club
Surnommé Kasap (le Boucher en français) en raison de son tempérament de jeu dur, Muzaffer Badalıoğlu commence sa carrière professionnelle à Zonguldakspor au cours de la saison 1978-79.
Il joue un total de sept saisons à Zonguldakspor. Il prend part à 185 matchs de championnat, et marque huit buts.
Il est ensuite transféré au club de Samsunspor à l'âge de 25 ans, lors de la saison 1985-86. Il joue pendant quatre saisons à Samsunspor. Avec ce club, il dispute 98 matchs en championnat, pour un but inscrit.
Badalıoğlu dispute un total de 238 matchs en première division turque, pour neuf buts marqués. Il se classe troisième du championnat de Turquie à trois reprises en 1980, 1986 et enfin 1987.

### Carrière en sélection
Badalıoğlu reçoit quatre sélections en équipe de Turquie au cours de l'année 1982.
Il joue son premier match en équipe nationale le 22 septembre 1982, en amical contre la Hongrie (défaite 5-0 à Győr). Il joue ensuite deux rencontres rentrant dans le cadre des éliminatoires de l'Euro 1984, contre l'Albanie (victoire 1-0 à Izmir), et l'Autriche (défaite 4-0 à Vienne). Il reçoit sa dernière sélection le 22 décembre 1982, en amical contre la Bulgarie (défaite 0-1 à Istanbul).

### Mort
Muzaffer, l'une des figures clés de l'âge d'or de Samsunspor, meurt avec son entraîneur Nuri Asan, cinq autres footballeurs et le chauffeur de bus d'un accident de la route le 20 janvier 1989 à Havza (il se rendaient à un match à Malatya).
Après cet accident, il devient un symbole des supporters de Samsunspor. Il est d'ailleurs classé par les fans parmi les onze meilleurs joueurs de l'histoire de Samsunspor.

## Palmarès
Samsunspor
- Coupe de Turquie :
  - Finaliste : 1987-88.